# Marcel Fox
Pour les articles homonymes, voir Fox.
Marcel Fox (1910 - 1945) fut, pendant la Seconde Guerre mondiale, un agent secret français du Special Operations Executive. Lors de sa deuxième mission en France, il dirigea le réseau PUBLICAN en Seine-et-Marne.

## Identités
- État civil : Marcel Georges Florent Fox
- Comme agent du SOE :
  - Nom de guerre (field name) : « Georges » (réseau SPRUCE), puis « Ernest » (chef du réseau PUBLICAN)
  - Nom de code opérationnel : PUBLICAN
  - Fausse identité (1943) : Maurice Beauvais

Situation militaire : SOE, section F, General List ; grade : Lieutenant ; matricule : 257605

## Famille
- Ses parents : Ernest Georges Jacques et Maria Eugenie Florentin Fox.
- Sa femme : Muriel Kathleen Fox, Potters Bar, Middlesex.
- Son frère : René Fox

## Éléments biographiques
1910. Marcel Fox naît le 22 mars 1910 au Portugal.
1930. Il vit en Angleterre. Il travaille au Crédit Lyonnais, à Londres. Georges Duboudin y est l'un de ses collègues.
1939. Avec Georges Duboudin, il part, le 6 septembre, pour venir s'engager en France. Il se trouve bientôt affecté quelque part sur la ligne Maginot et chargé de liaison avec le corps expéditionnaire britannique.
1940. En juin, il est fait prisonnier avec son unité, dans les Ardennes. Il est envoyé dans un camp en Allemagne. Ayant tenté de s'évader, il est envoyé dans un camp disciplinaire.
1941. En août, il réussit à s'évader de nouveau. Après trente nuits de marche, il parvient à rejoindre la Suisse par le lac de Constance. De là, il passe en France et rejoint Lyon et le Crédit Lyonnais, où il retrouve Georges Duboudin. Celui-ci est passé par Londres après ses aventures militaires, a été formé dans les Special Training Schools et est revenu en France par mer, où à côté de ses activités bancaires, il monte et dirige le réseau SPRUCE avec le nom de guerre « Alain » ; il propose à Marcel Fox de devenir son adjoint. Marcel Fox devient alors « Georges » pour le SOE. 
1942. Dès la fin de l'hiver, Marcel Fox est recherché, et Georges Duboudin doit décider de l'envoyer à Londres. Le réseau VIC de la section DF, qui monte l'opération en profite pour lui "confier" Félix Gouin (Madame Gouin rejoindra son mari plus tard) et l'accompagner vers Londres, par l'Espagne. Il est détenu un temps en Espagne. Il arrive en Angleterre le 13 août. Commence alors son entraînement.
1943
Mission SOE en France
Définition de la mission : Marcel Fox sera membre du réseau BUTLER que Jean Bouguennec « Max » (alias F. Garel) vient créer. Son nom de guerre est « Ernest ».
- Mars. Le 23, il est parachuté à l'aveugle à Dissay-sous-Courcillon (Sarthe), en compagnie de Jean Bouguennec « Max » (alias F. Garel), chef du réseau BUTLER, et de Marcel Rousset « Léopold », son opérateur radio. L'atterrissage est difficile : Bouguennec se casse la cheville, et tout l'équipement est perdu, y compris le poste radio. Tandis que Bouguennec est confié au docteur Goude dans une ferme des environs, Fox et Rousset se rendent à Paris où, grâce à Lise de Baissac, ils prennent contact avec le réseau de Francis Suttill « Prosper » pour prévenir Londres de ce qu'il leur est arrivé et pour réclamer une nouvelle radio. C'est Gilbert Norman « Archambaud » qui transmet les messages.

- Avril. Le 14, arrive un nouvel adjoint, Gabriel Chartrand « Dieudonné ». Marcel Fox crée, avec Maurice Braun, un nouveau réseau, PUBLICAN, en Seine-et-Marne[3],[4], du côté de Meaux, tout en revenant de temps en temps faire visite à ses amis.

- Juin. Le 23, a lieu le premier parachutage d'armes organisé par le réseau PUBLICAN, dans la forêt de Fontainebleau. À la suite de l'arrestation par la Gestapo de Francis Suttill, Fox prend le risque de se rendre au domicile de ce dernier, car il sait que des documents importants s'y trouvent[1]. Il récupère ces documents, contribuant sans doute ainsi à limiter les conséquences catastrophiques de l’arrestation de Suttill pour les réseaux SOE[5].

Aux mains de l'ennemi
- Septembre. Une arrestation presque banale effectuée par la Gestapo dans la région de Nantes, puis une succession d’autres opérations, permettent à l’ennemi de remonter complètement, d’échelon en échelon, le réseau de Jean Bouguennec. Le 7, la Gestapo lance un coup de filet chez Lucile Blanchard, 61, rue de la Condamine, à Paris, juste le jour où Marcel Fox y est en visite amicale : Jean Bouguennec « Max », Marcel Fox « Ernest », Marcel Rousset, l’agent de liaison Adrienne Blanchard et la belle-sœur de celle-ci, Lucile Blanchard, née Huart, sont pris[6].

1945
Déporté à Flossenbürg, Marcel Fox n’en reviendra pas : il y est exécuté le 29 mars 1945.

## Reconnaissance

### Distinctions
- Grande-Bretagne : Mentioned in Despatches.
- France : Médaille de la Résistance (Rosette) ; Légion d'honneur ; Croix de guerre 1939-1945.

### Monuments
- En tant que l'un des 104 agents du SOE section F morts pour la France, Marcel Fox est honoré au mémorial de Valençay (Indre).
- Brookwood Memorial, Surrey panneau 22 colonne 1.
- Musée du camp de Flossenbürg : une plaque, inaugurée le 22 juillet 2007, rend hommage à Marcel Fox parmi quinze agents du SOE exécutés.
- Le nom de Marcel Fox est mentionné sur un monument érigé en hommage au réseau PUBLICAN, dans la forêt de Fontainebleau. Emplacement : Noisy-sur-École (à 10 km au sud-est de Milly-la-Forêt), chemin de la Vallée Close, dans la forêt domaniale des Trois-Pignons, au nord du lieu-dit « Le Bois-Rond ». Accès par le parking de la Croix-Jérôme. Inauguration : 23 juin 1946 sous la présidence du général Georges Revers, chef d'état major général de l'Armée de terre, et en présence de Maurice Buckmaster. Non loin du monument, une plaque en bronze est apposée à l'entrée de la Grotte de Rochebelle, devenue Grotte du Parachutiste, située à la Justice de Chambergeot. C'est là que furent entreposées les armes parachutées au réseau PUBLICAN. On lit : « Ici en 1943 furent cachés des armes et explosifs pour la Libération de la France ».
- Plaque apposée sur le mur de l'immeuble (61 rue La Condamine, Paris 17e) où il a été arrêté par la Gestapo le 7 septembre 1943, en même temps que Jean Bouguennec, Marcel Rousset, Adrienne Blanchard et Lucile Blanchard. Inauguration officielle : 27 avril 2009.